# Hôtel Le Montagnais
L'Hôtel Le Montagnais (ou tout simplement Le Montagnais) est un hôtel situé à Saguenay dans l'arrondissement de Chicoutimi, au Québec, érigé en 1962.

## Histoire
Le premier propriétaire, Robert Gravel, veut construire un motel avant-gardiste en y intégrant les capacités de réception des grands hôtels. Il propose à l’architecte Paul-Marie Côté (1921-1969) de créer une silhouette dynamique pour le pavillon central qui s’inscrit en un hexagone composé d’un triangle infléchi ainsi qu’une entrée automobile souterraine donnant accès au corps principal. Deux ailes, pouvant accueillir les chambreurs, étaient alors rattachées à l’hexagone du pavillon principal. L’aile nord-ouest, aujourd’hui la seule aile d’origine encore existante, était constituée d’un étage.
À son ouverture, l'hôtel comporte 114 chambres.
Un second étage est ajouté à l'aile nord-ouest en 1965, et un étage supplémentaire est ajouté à l’aile sud la même année.
En 1975, le couple Yvonne Néron et Armand Couture rachète l'hôtel à Robert Gravel.
Construite en 1978, l’aile Nord, conçue par l’architecte Jacques Coutu, est composée à l’époque de deux étages. Trois autres étages sont ajoutés en 1984. Son revêtement extérieur est composé de bandes horizontales en aluminium, matière caractéristique de la région du Saguenay.
L'aile est, conçue par l’architecte Roger Fradette et intégrée à l'aile nord, est inaugurée à l'occasion du Tournoi de la Coupe Memorial de hockey en 1988 qui se déroule à Chicoutimi. Fradette utilise les bandes en aluminium mais les dispose verticalement pour donner un effet de hauteur à cette aile. En 1988, les enfants d'Yvonne Néron et Armand Couture, Jean-Marc et Sylvain Couture, rachète l'hôtel à leurs parents.
En 1996, l'aile sud est complètement démolie pour être remplacée par un nouveau bâtiment. Celui-ci respecte l’aspect original du corps principal avec ses couleurs terre, soit un amalgame de bruns et de beiges. Le sixième étage respecte aussi le vocabulaire de l’ancien corps principal par ses fenêtres en forme d’arches. À l’époque, pour y loger le premier club vidéo de la ville de Chicoutimi, des rénovations ont eu lieu au corps principal. Aujourd’hui on y a aménagé des vestiaires.
D’importants travaux démarrent en 2000, totalisant 4,5 millions de dollars et ayant pour but de modifier complètement l’aspect de l’entrée, du hall et du restaurant. La réception et le hall sont déplacés et agrandis.
Depuis son acquisition du Montagnais, la famille Couture a investi plus de 50 millions d'euros dans le développement de l'hôtel. En 2018, Jean-Marc Couture sort du capital de l'hôtel. Son frère Sylvain Couture devient actionnaire majoritaire et s'associe à Jean-Benoit Gilbert.

## Description
L'entrée principale de l'hôtel Le Montagnais est accessible par le prolongement de la route 175, soit au 1080, boulevard Talbot à Chicoutimi. Le bâtiment est composé de : 
- 302 chambres et suites[1],
- un restaurant (Le Légendaire Restaurant-Bar),
- un bar (L’Éclipse Night Club),
- un centre de santé (Baie sur mer Saguenay),
- un centre de congrès modulable,
- Ascenseur panoramique avec vue sur une partie de l'arrondissement de Chicoutimi.